# Bébé victime d'une erreur judiciaire
Pour plus de détails, voir Fiche technique et Distribution.
Bébé victime d'une erreur judiciaire est un film muet français réalisé par Louis Feuillade et sorti en 1912.

## Fiche technique
- Réalisation et scénario : Louis Feuillade
- Société de production : Société des Établissements L. Gaumont
- Pays : France
- Format : Muet - Noir et blanc - 1,33:1 - 35 mm
- Genre : Comédie
- Durée : inconnue
- Date de sortie : 
  - France : 1912

## Distribution
- René Dary : Bébé
- Renée Carl : la mère de Bébé
- Alphonsine Mary : Fonfon, la petite sœur de Bébé
- Jeanne Saint-Bonnet : la bonne, Julie